# Matías Colmenares Errea
Matías Colmenares Errea   (Estella, 28 de novembre de 1884 - Cerdanyola del Vallès, 15 de febrer de 1937) fou un futbolista espanyol de la dècada de 1900, arquitecte i polític.

## Trajectòria
Estudià Arquitectura a Barcelona on obtingué el títol 'any 1910. Durant aquests anys practicà el futbol, primer al FC Internacional, i més tard al FC Barcelona, AC Galeno i RCD Espanyol. També fou àrbitre i president del Col·legi d'Àrbitres. Fou arquitecte municipal a Haro (1912) i Estella (1913), on construí la plaça de Braus (1917). També construí l'Estadi de Sarrià l'any 1923. A Estella creà el setmanari La Merindad Estellesa i La Teatral Estellesa. Durant la dècada de 1930 començà a intervenir en política, amb una orientació d'extrema dreta. L'any 1935 presidí el partit de nova creació Frente Españolista. El 15 de febrer de 1937, en plena Guerra Civil, fou detingut per milicians i assassinat al cementiri de Cerdanyola del Vallès.